# Hervé II de Mortagne
Hervé II, fut un comte de Mortagne-au-Perche au Xe siècle. Il est peut-être le fils d'Hervé Ier, comte de Mortagne (sur ses parentés, voir l'article consacré à son père).
Il est mentionné en 974 dans un acte d'Hugues Capet en en 980 dans un autre acte. Ce fut un Fulcois († v. 1000) qui lui succéda, probablement un de ses neveux.

## Source
- Christian Settipani, « Les vicomtes de Châteaudun et leurs alliés », dans Onomastique et Parenté dans l'Occident médiéval, Oxford, Linacre College, Unit for Prosopographical Research, coll. « Prosopographica et Genealogica / 3 », 2000, 310 p. (ISBN 1-900934-01-9), p. 247-261.